# Cavalieri interstellari: Ultimo atto
Cavalieri interstellari: ultimo atto (Trancers 5: Sudden Deth) è un film diretto da David Nutter. È il quinto film della serie fantascientifica Trancers.

## Trama
Mentre Jack Deth è alla ricerca del Tiamond, la magica gemma i cui poteri gli permetteranno di ritornare nel suo mondo, Lord Caliban, che non è morto come si credeva, tenta con i Trancers di riprendere il potere attaccando il castello dove è custodita la gemma.
Jack dovrà combatterlo grazie all'aiuto di Prospero (il noto William Shakespeare), per prendere la gemma e tornare a casa.